# Sant'Agnello
Sant'Agnello es un municipio italiano localizado en la ciudad metropolitana de Nápoles, región de Campania. Cuenta con 9.079 habitantes en 4,15 km². Se encuentra ubicado en la península Sorrentina.
El territorio municipal contiene las frazioni (subdivisiones) de  Colli di Fontanelle y Trasaelle. Limita con los municipios de Piano di Sorrento y Sorrento.

## Galería

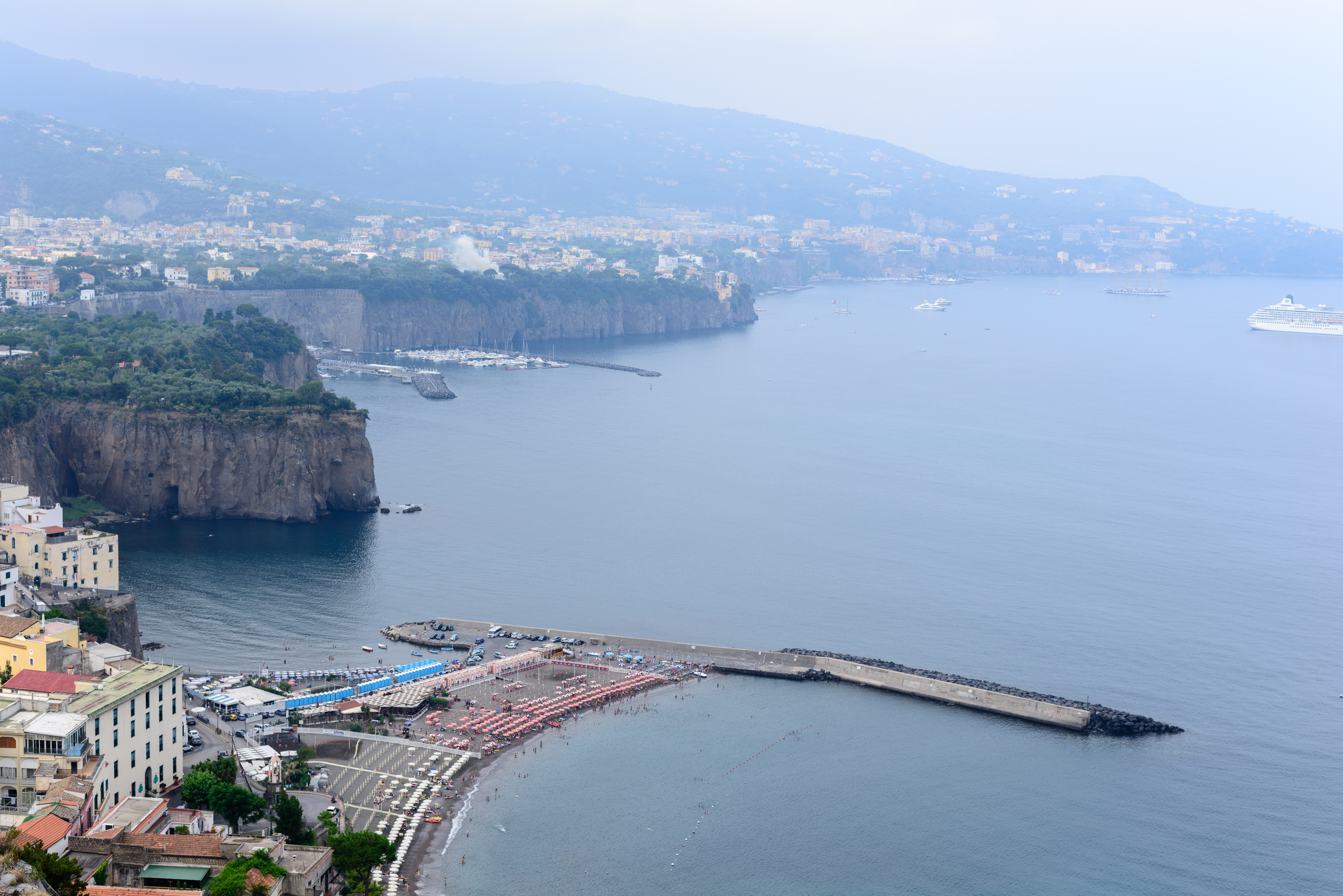
Panorama con Meta y Sant'Agnello.
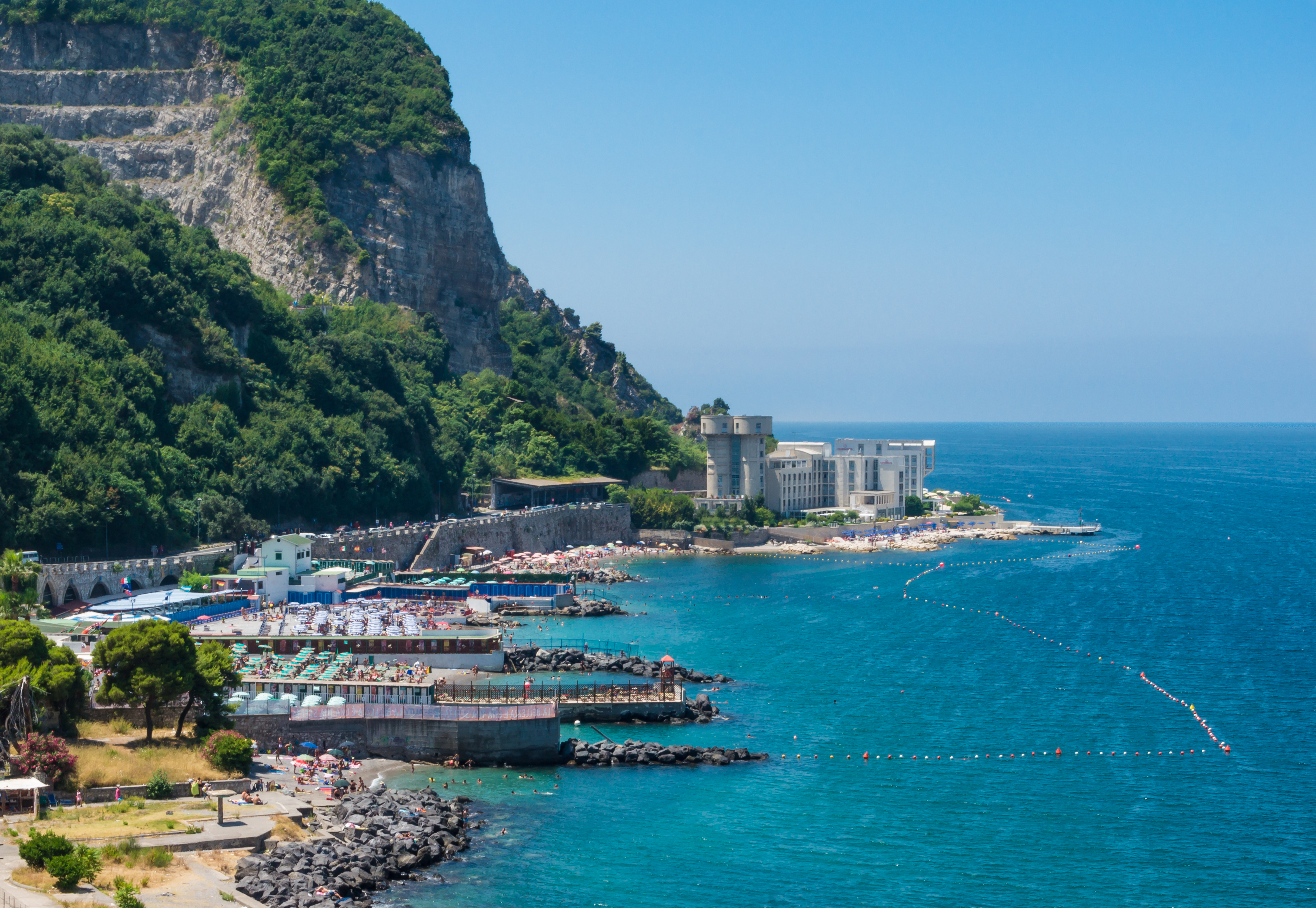
Playa Montechiaro.
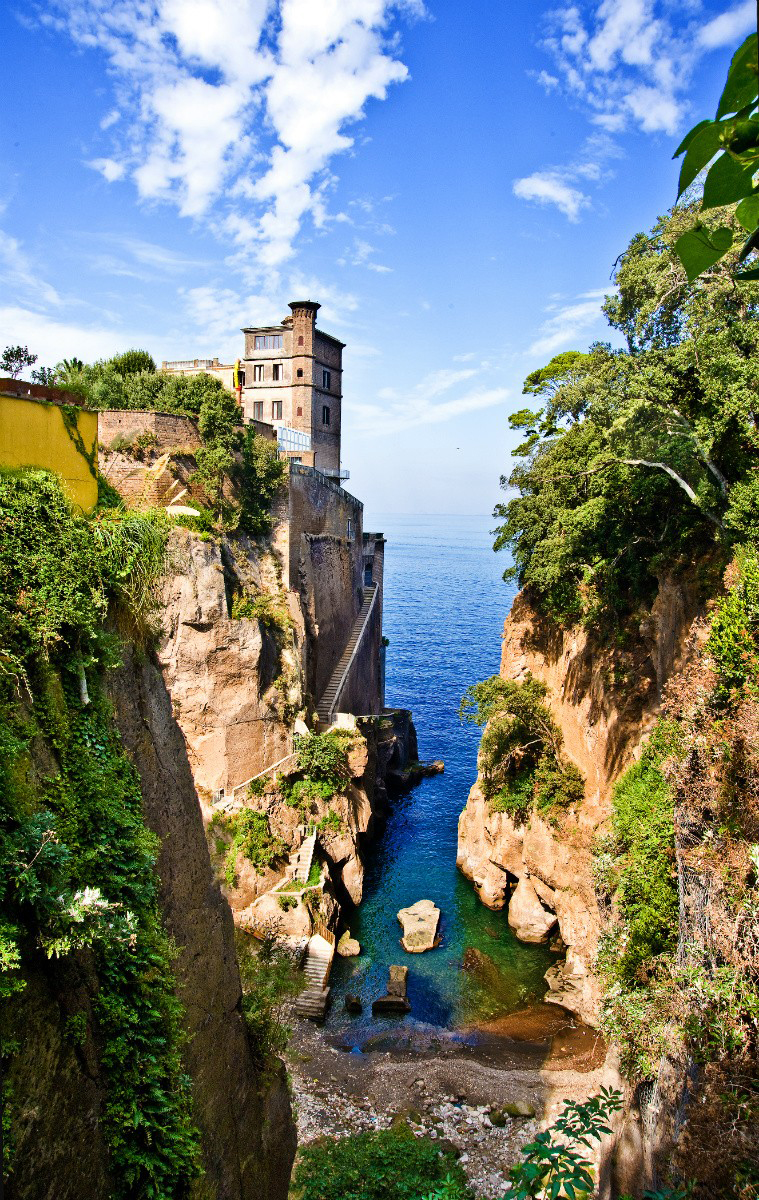
Golfo del Pecoriello.
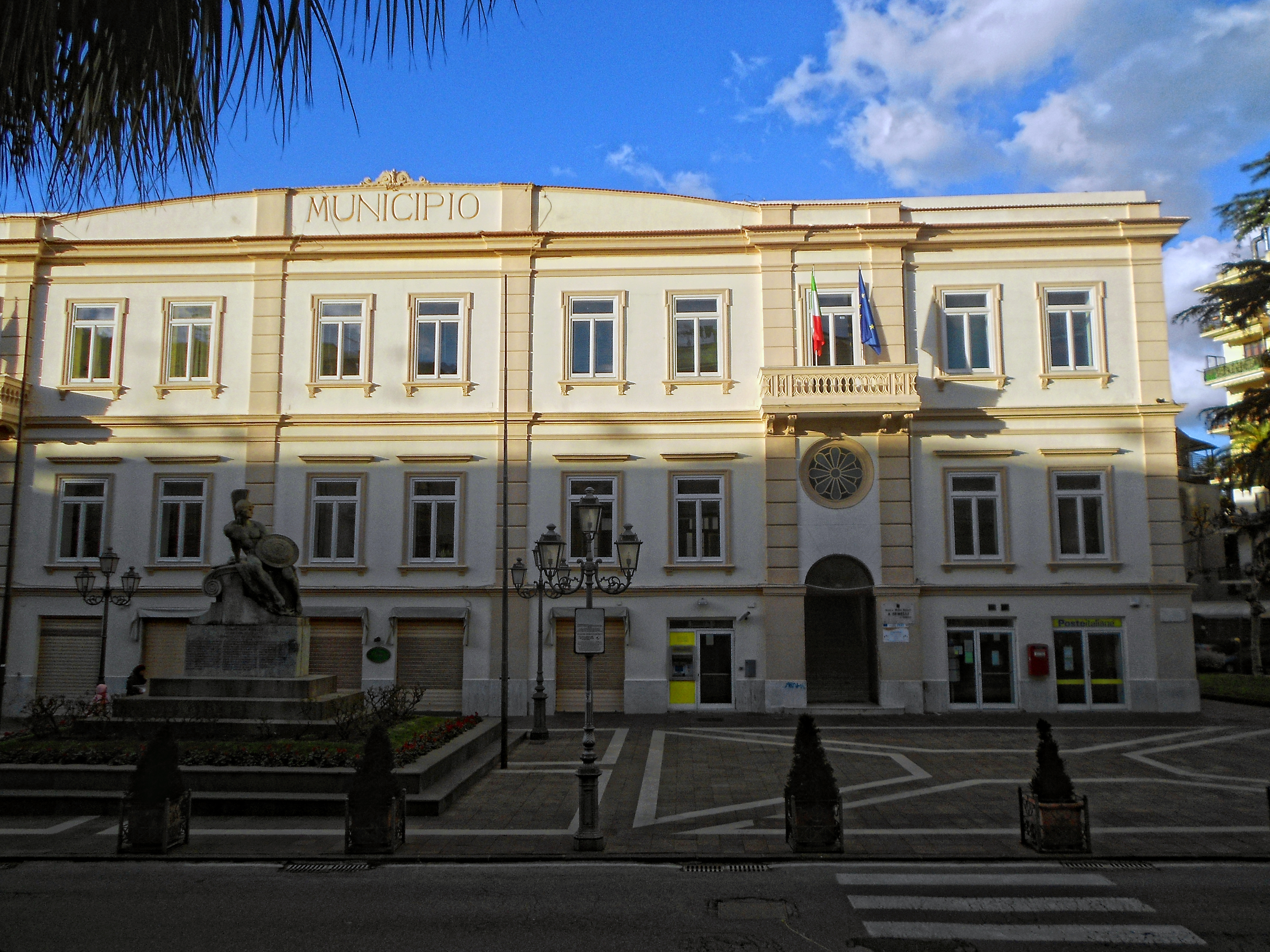
Plaza Matteotti con el Ayuntamiento.
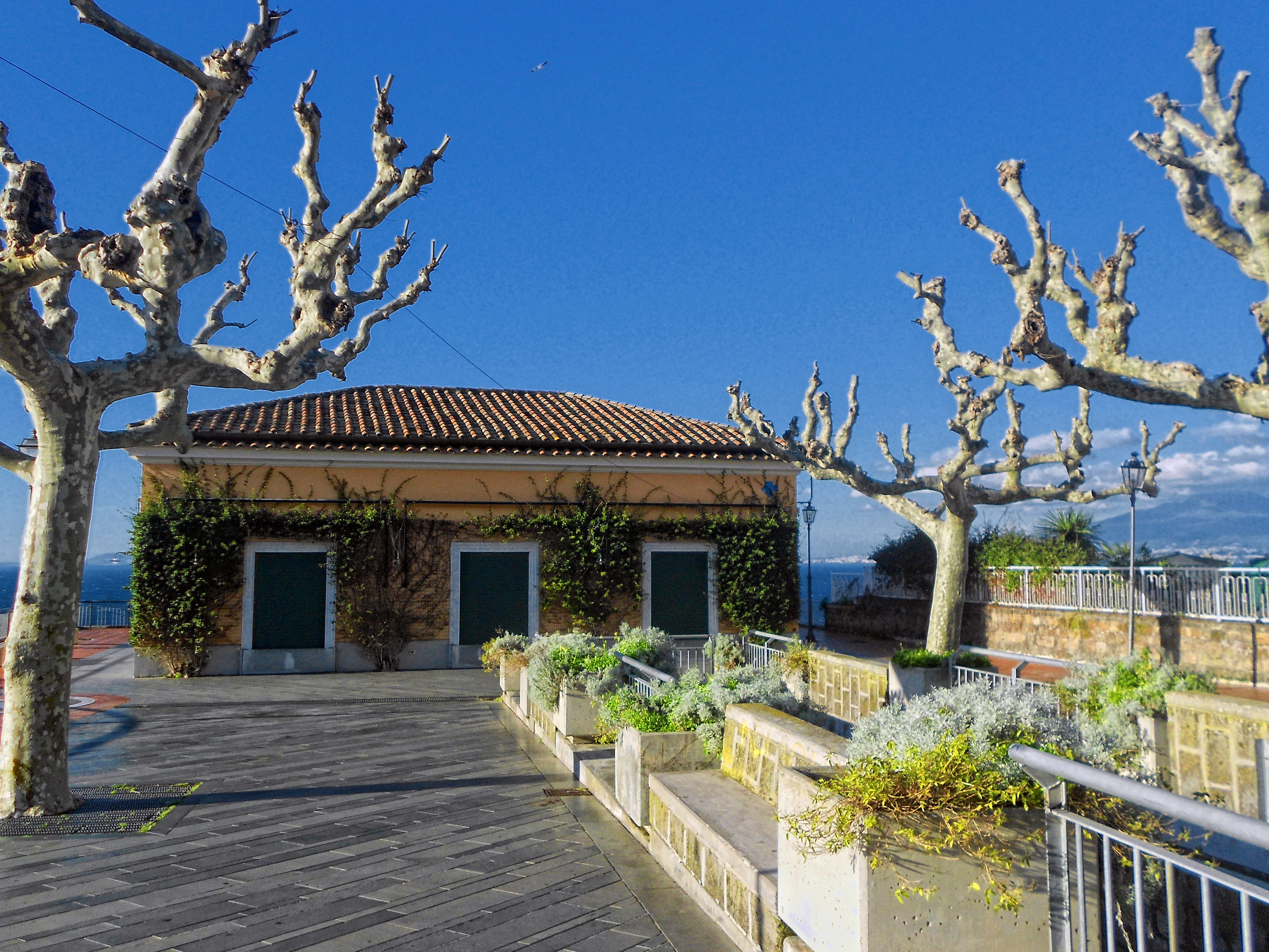
Plaza Marinella.
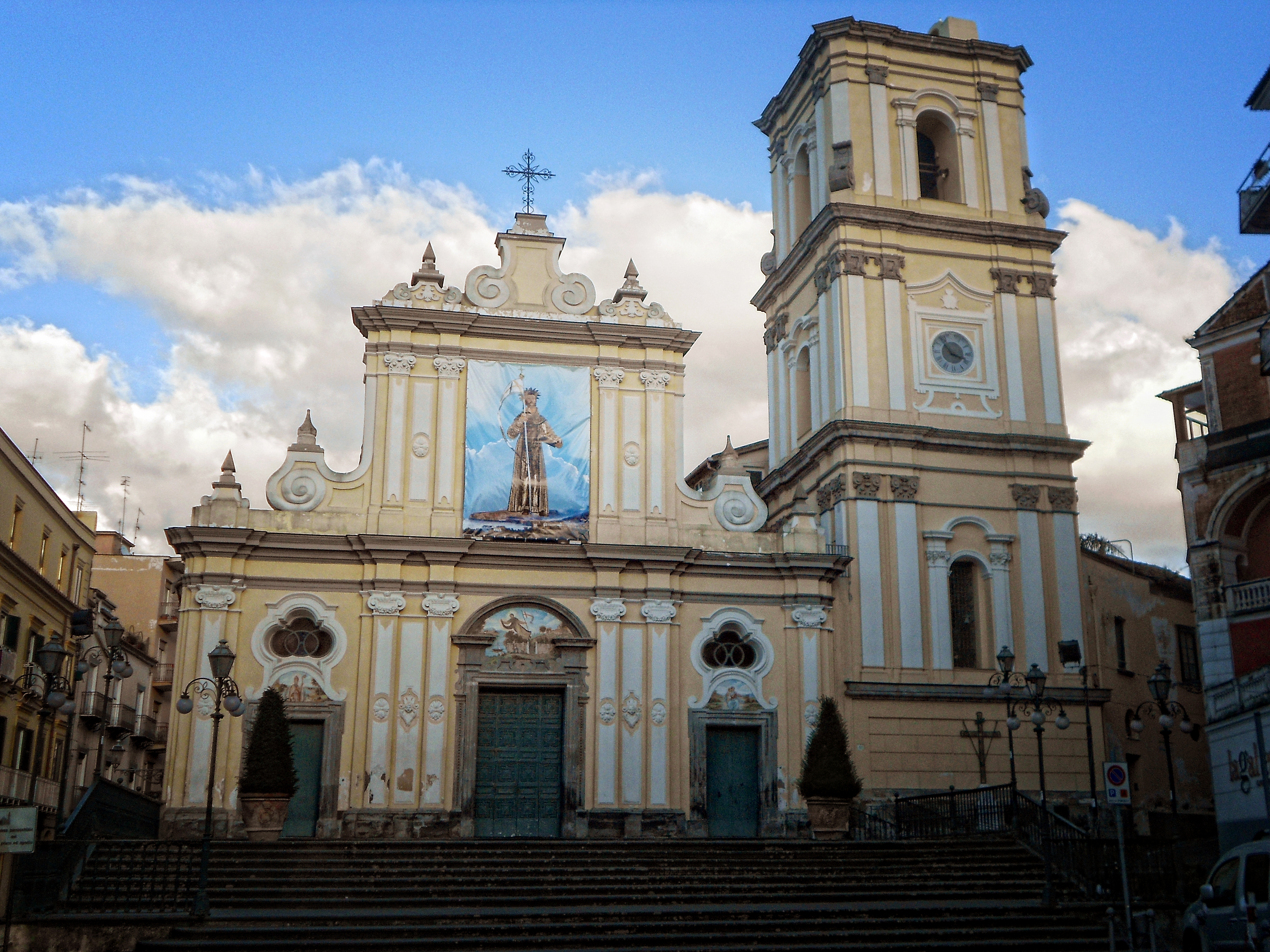
Iglesia de los Santos Prisco y Agnello.
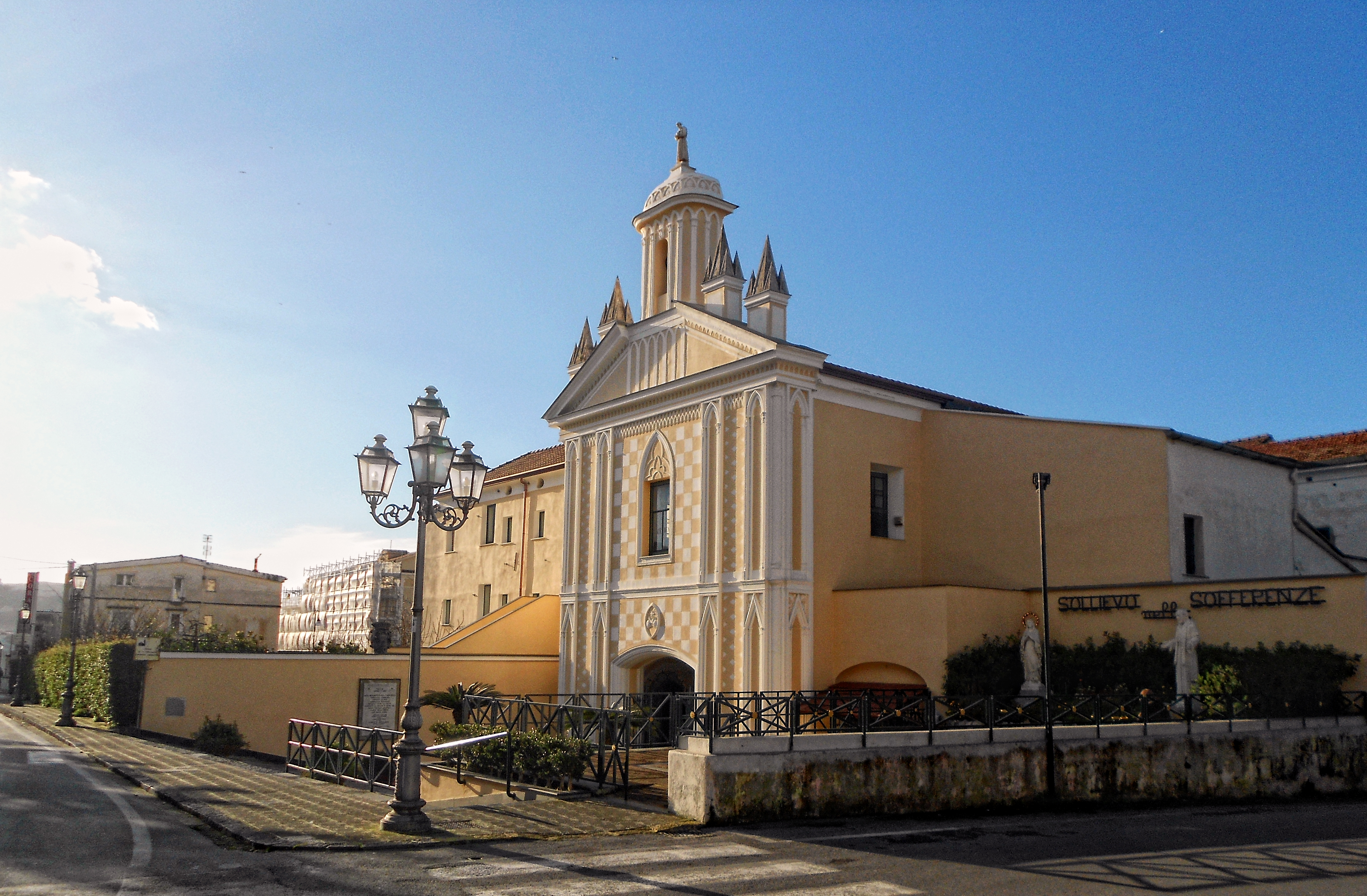
Iglesia de los Frailes Capuchinos.
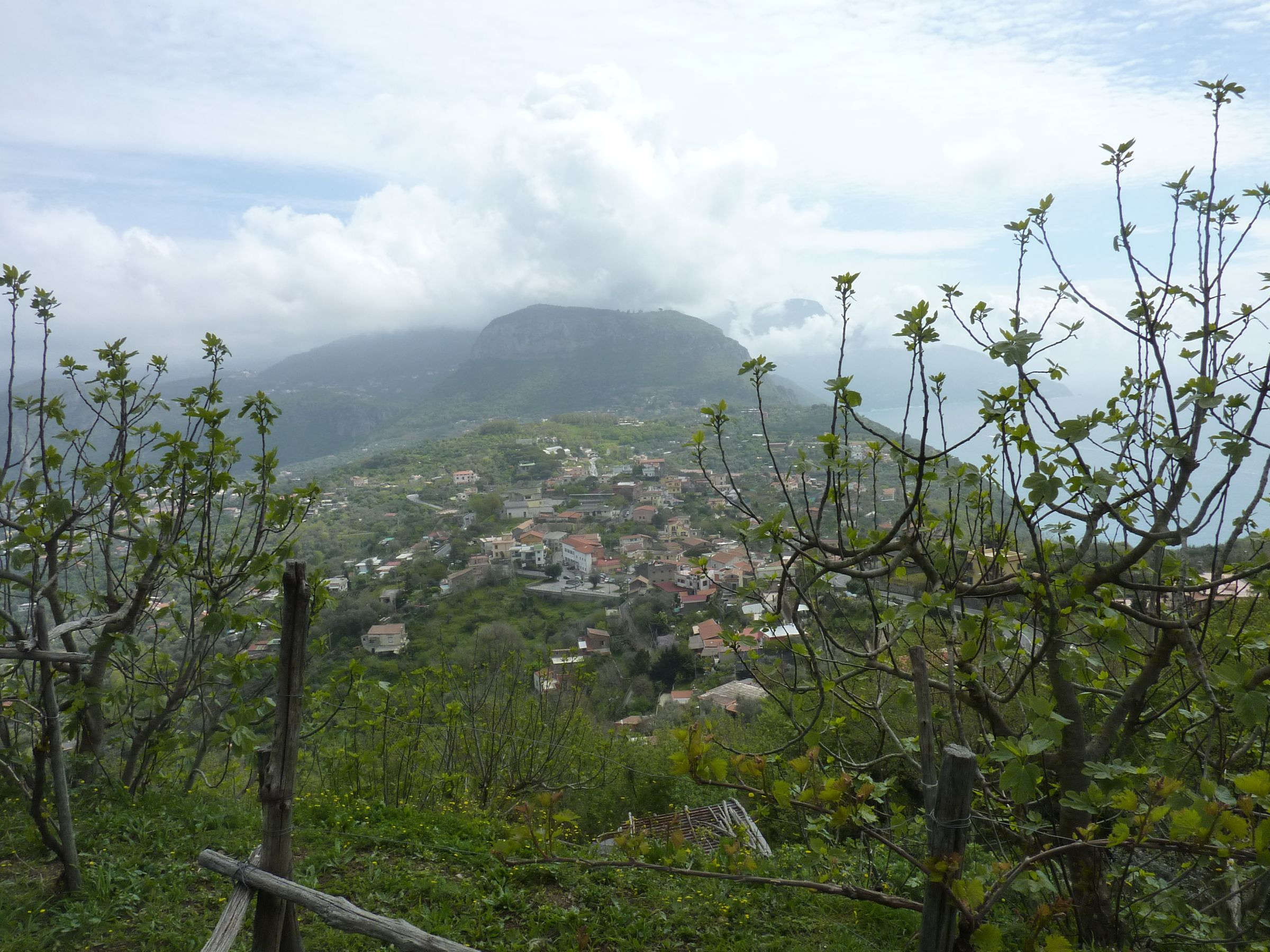
Colinas de Fontanelle.

## Evolución demográfica
| Gráfica de evolución demográfica de Sant'Agnello entre 1861 y 2011 |
|                                                                    |
| Fuente ISTAT - elaboración gráfica de Wikipedia                    |

## Hotel & Bed & Breakfast
- Grand Hotel la Pace  Luxury Hotel 5 stars - via Tordara 10 - tel. +390818074775
- Grand Hotel Parco del Sole  Grand Hotel 4 stars - Corso Italia 215/a - tel. +390818073633
- Hotel Angelina  - via Cappuccini 34 - tel. +390818782901